# 加州双斑蛸
加州双斑蛸（學名：Octopus bimaculoides）是頭足綱蛸科的一個物種，屬於八爪魚的一種，出沒於美國加州的海岸。本物種的特色為其頭上兩端的圓形眼狀藍斑。基於其溫馴的特性，被認為是八爪魚中最適合作為寵物飼養的物種，也時常成為科學家研究頭足綱物種的實驗對象。本物種與双斑蛸（Octopus bimaculatus）關係密切。

## 食性
成年的加州雙斑蛸以蛤類、淡菜類、小型蟹類、螯蝦類及螺類為食。成長中的加州雙斑蛸則以端足類或mysid 虾為食。

## 外部連結
- 頭足綱資料庫（CephBase）： 加州双斑蛸
- TONMO.com: Bimac Care Sheet — Octopus bimaculoides（页面存档备份，存于）
- eol.org: Octopus bimaculoides（页面存档备份，存于） — Pickford and McConnaughey, 1949.

Video of Octopus bimaculoides (California two-spot octopus)（页面存档备份，存于）